# Fuirena striatella
Fuirena striatella är en halvgräsart som beskrevs av Kaare Arnstein Lye. Fuirena striatella ingår i släktet Fuirena och familjen halvgräs. Inga underarter finns listade i Catalogue of Life.